# Dolphin
Dolphin – otwartoźródłowy menedżer plików dla KDE. Twórcy programu skupili się na podstawowych funkcjach i prostocie użytkowania, tak aby stał się alternatywą dla bardziej rozbudowanego menadżera Konqueror. Od wydania KDE 4 stał się podstawowym programem do zarządzania plikami w tym środowisku graficznym. Menadżer jest wydany na licencji GNU GPL.